# Love, Brooklyn
Love, Brooklyn ist ein US-amerikanischer Spielfilm von Rachael Abigail Holder aus dem Jahr 2025. Die romantische Komödie handelt von drei afroamerikanischen Bewohnern des titelgebenden New Yorker Stadtteils Brooklyn, die berufliche Perspektiven, Liebe, Verlust und Freundschaft gegenüber der sich schnell verändernden Metropole abwägen müssen. Die Hauptrollen übernahmen André Holland, Nicole Beharie und DeWanda Wise. Die Weltpremiere soll Ende Januar 2025 im Rahmen des Sundance Film Festivals erfolgen.

## Handlung
Der gern zu Scherzen aufgelegte Freigeist Roger ist mit der Galeristin Casey liiert. Eines Tages trifft er in Nicole seine vermeintliche Traumfrau. Die alleinerziehende Mutter weiß mit ihrer jungen Tochter ebenso professionell umzugehen wie mit ihm. Währenddessen versucht Casey den Trends auf dem Kunstmarkt zu folgen und ihre Beziehung mit Roger zu verstehen und neu zu verhandeln.

## Veröffentlichung
Love, Brooklyn, das Spielfilmdebüt von Rachael Abigail Holder, wurde am 27. Januar 2025 beim 41. Sundance Film Festival uraufgeführt. Dort war das Werk in den Hauptwettbewerb für US-amerikanische Spielfilme (englisch: „U.S. Dramatic Competition“) eingeladen worden.

## Auszeichnungen
Love, Brooklyn erhielt beim Sundance Film Festival 2025 eine Einladung in den Wettbewerb um den Hauptpreis für den besten US-amerikanischen Spielfilm.